# Джанг Багадур Рана
Джанг Багадур Рана (неп. जङ्गबहादुर राणा; 18 червня 1817 — 25 лютого 1877) — державний діяч і фактичний правитель королівства Непал, 3-й прем'єр-міністр у 1846—1877 роках (з невеликою перервою).

## Життєпис

### Початок кар'єри
Походив з касти четрі (адміністраторів та військовиків) із західної частини держави, належав роду Кунвар. Його прадід Рама Крішна Кунвара був сардаром (полководцем) за часів короля Прітхві Нараяна. Його бабуся по материнській лінії належала до аристократичного клану Панде. Старший син Бал Нарсінґх Кунвар, що був особистим охоронцем короля Рани Багадур Шаха. 1806 року той помстився за смерть короля, вбивши його вбивцю — зведеного брата мулчаутарію Шер Бахадур (відома як різанина в саду Бгандархал), після чого Бал Нарсінґх Кунвар був нагороджений спадковою посадою каджі при дворі. Його матір'ю була Ганеш кумарі з могутнього клану Тапа.
Народився 1817 року в Катманду, отримавши ім'я Бір. Від вуйка Матхабарсінґх Тапа (в подальшому був останнім мухтіяром і першим прем'єр-міністром у 1843—1845 роках) отримав ім'я Джанг Багадур, під яким став відомий в історії. Служив в армії з 16 років, але невдовзі як онук по материнській лінії мухтіяра (першого міністра) Бгімсен Тапа (тривалий час фактично керував королівством), якого 1832 року владу було обмежено королем Раджендрою. 1835 року отримав звання другого лейтенанта. Разом з іншими родичами потрапив в опалу 1837 року, коли звільнено Бгімсен Тапа. Тинявся по півночі Британської Індії: спочатку в Варанасі, потім в регіоні Тераї був махаутом (погонничем) слонів.
Повернувшись до Непалу 1840 року, отримав звання капітана артилерії. З 1841 став одним з охоронців короля, з 1842 року отримав посаду в уряді, а незабаром опала з родини була знята, що сприяло його подальшій придворній кар'єрі, отримавши посаду каджі (міністра). Обіймав пробританську політику, активно інтригував проти конкурентів, зовні залишаючись лояльним до сінджгапаті (генерала) Гаган Сінґха Бхандарі, фаворита королеви Раджалакшмі. якій Раджендра передав значну частину влади. Джанг Бахадур скористався династичними розбратами — спадкоємець престолу Сурендра отримав сумнівну славу через те, що заради задоволення кидав служниць у ставок і також прив'язував до ніг слонів слуг. Тому Раджалакшмі мала намір звести на престол свого сина — Ранендру. Водночас до цієї боротьби були втягнути провідні клани — Чаутарья (гілка династії Шах), Панде, Тапа та Басн'ят.

### Захоплення влади
14 вересня 1846 року Джанг Бахадур, пообіцявши королеві Раджалакшмі підтримати її сина на трон, домігся зустрічі членів правлячої династії, провідних сановників та військовиків королівства. Але під час цих зборів в коті (палацовій зброярні) палацу Хануман Дхокі в Катманду разом з братами та спільниками 36 вищих цивільних і військових посадовців, зокрема прем'єр-міністра Фатіх Джанга, а також представників знаті, очільників палацової варти. За цим Джанг Багадур оголосив, що вони самі перебили одне одного, а тих, що залишилися живими, покарав смертю за вбивства Джанг Багадур, що виявився «випадковим» свідком. Король Раджендра втік до британського резидента, але той його не впустив, боячись винищення місії.
15 вересня Джанг Багадур присвоїв собі посаду прем'єр-міністра та головнокомандувача, взявши собі нове прізвище — Рана. Він був третім, хто обіймав цю посаду. Часто помилково рахують як 8 чи 9 прем'єр-міністра, врахуючи посади мулкаджі та мухтіяра, що відповідали статусу першого міністра, але не називалися прем'єр-міністр (цю посаду офіційно впроваджено 1843 року).

### Панування
Невдовзі розкрили змову проти останнього, на чолі якої стала Раджалакшмі, що намагалася посадити на трон свого сина Ранендру. Королеву з синами вигнали з Непалу, король Раджендра супроводжував їх до Варанасі. За його відсутності його син Сурендра був призначений принцом-регентом. Після вигнання Раджендра намагався відновити владу, створивши та мобілізувавши армію, але Джанг Багадур дізнався про плани Раджендри та напав на його табір в Алау. 1847 року він був схоплений під час спроби втечі й мусив зректися трону на користь Сурендри. Решту життя колишнього короля тримали під домашнім арештом. Того ж року клан Басн'ят був звинувачений у змові, внаслідок чого більшість його членів стратили. Королем проголошено Сурендру. До 1850 року усунув усіх головних суперників, призначив своїх братів і наближених на всі важливі посади в королівстві.
З 15 січня 1850 року до 29 січня 1851 року Джанг Багадур Рана першим з непальської знаті здійснив через Калькутту, Каїр, Александрію подорож до Великої Британії і Франції. У цей час тимчасовим прем'єр-міністром був його брат Бам Багадур Кунвар. Головним результатом туру став позитивний розвиток британсько-непальських відносин. Визнаючи силу промислово розвиненої Європи, він вирішив, що тісна співпраця з британцями є найкращим способом гарантувати незалежність Непалу. Після повернення також намагався впровадити серед непальської знаті європейський одяг і збудував у Катманду кілька будівель у стилі неокласицизму.
1852 року відправив посольство до імперії Цін, оскільки формально Непал залишався її васалом. По поверненню Джанг багадур отримав відомості про значне військове та політичне послаблення імперії.
5 січня 1854 року прем'єр-міністр видав за зразком європейського права «Мулукі Айн» — 1400-сторінкова збірка різнохарактерних законів, пун'янпарта (королівських едиктів), традицій і звичаїв, релігійних норм Непалу (загалом нараховувала 163 статті), що став першою кодифікацією права. Був офіційно затверджений королем Сурендрою, офіційним спадкоємцем трону Трайлок'я та колишнім королем Раджендрою. Наслідком стало утворення єдиної правової системи Непалу — кримінальне, релігійне, цивільне право й досудове розслідування і судовий процес. Діяло до 1963 року. Водночас Джанг багадур вперше оголосив офіційною релігією індуїзм.
У 1855 році непальські війська захопили райони Куті і Кайранг, що спричинило війну (відома як третя непало-тибетська війна). У березні 1856 року було укладено мирну угоду, за якою далай-лама повинен був платити щорічну данину в 10 тис. рупій, а непальські купці отримали привілеї безмитної торгівлі в Тибеті. Натомість Непал відмовився від територіальних надбань і погодився, що Тибет залишиться державою-данником Цін.
У 1856 році король Сурендра під тиском Джанг Багадура видав санад (наказ-доозвіл), який офіційно закріпив домінування та політичне керівництво — Джанга Багадура та його родини. Король і його нащадки могли використовувати почесний титул «Шрі» п'ять разів зі своїми іменами, тоді як члени сім'ї Кунвар використовували цей титул тричі, ставлячи сім'ю Кунвар у ранг, який був другим після королівської родини. Також Джанг Багадур отримав титул магараджи Ламджунга і Каскі.
1 серпня 1856 року Джанг Бахадур поступився посадою прем'єр-міністра своєму братові, Бам Багадуру, який помер 25 травня 1857 року. Тоді посаду отримав інший брат — Крішна Багадур Кунвар, який також помер через місяць, після чого, 28 червня 1857, Джанг Бахадур повернув собі посаду, залишаючись на ній до своєї смерті. 1858 року офіційно змінив прізвище з Кунвар на Рана. 1859 року надав притулок Бірджіс Кадрі, останньому навабу Ауда.
Помер 1877 року. Фактична влада в королівстві (разом з посадою прем'єр-міністра) перейшла до його сина Ранодіп Сінґха.

## Родина
Джанг Бахадур Рана мав понад 100 дітей. Щоб зробити свою владу легітимнішою, члени його сім'ї одружилися з представниками королівської родини Шах. У 1854 і 1855 роках сини Джанга Багадура одружилися з королівськими доньками.